# Anna Sacconi
Anna Sacconi (28 luglio 1938) è una filologa classica e grecista italiana, professoressa emerita di civiltà egea all'Università degli Studi di Roma "La Sapienza".

## Biografia
È conosciuta per il suo lavoro di decifrazione della Lineare B su vasi e tavole provenienti da Tebe. Laureata in lettere antiche con percorso filologico-classico, è stata per molti anni (1988-2010) referente di studi micenei per il dipartimento di Filologia Greca e Latina dell'ateneo romano.